# Гибискус китайский
Гиби́скус кита́йский, или Кита́йская ро́за (лат. Hibiscus rosa-sinensis) — один из видов рода Гибискус. 

## Описание
Растение представляет собой вечнозелёный кустарник высотой до 3 м с блестящими гладкими тёмно-зелёными листьями (чаще всего пальчатолопастными) и цветками в диаметре до 16 см. 
Родина китайского гибискуса — юг Китая и север Индокитая, однако, он был успешно интродуцирован в другие области с тропическим и субтропическим климатом. Кроме того, китайская роза широко применяется в садоводстве как декоративное растение, выведены новые сорта, с цветами разных оттенков и размеров. В естественных условиях цветёт с марта по октябрь. Китайская роза требовательна к температурам (зимой не ниже +12°С, летом — выше +25 °C), поэтому в северных областях, в том числе и России, гибискус китайский выращивается как комнатное или оранжерейное растение.
Гибискус китайский в Малайзии называется Бунгарайя и является национальным цветком, одним из символов страны, изображён на монетах.
Несмотря на название «китайская роза», к настоящей розе (шиповнику) вид отношения не имеет, и принадлежит к другому порядку. Форма основания листа — округлая.

## Изображения

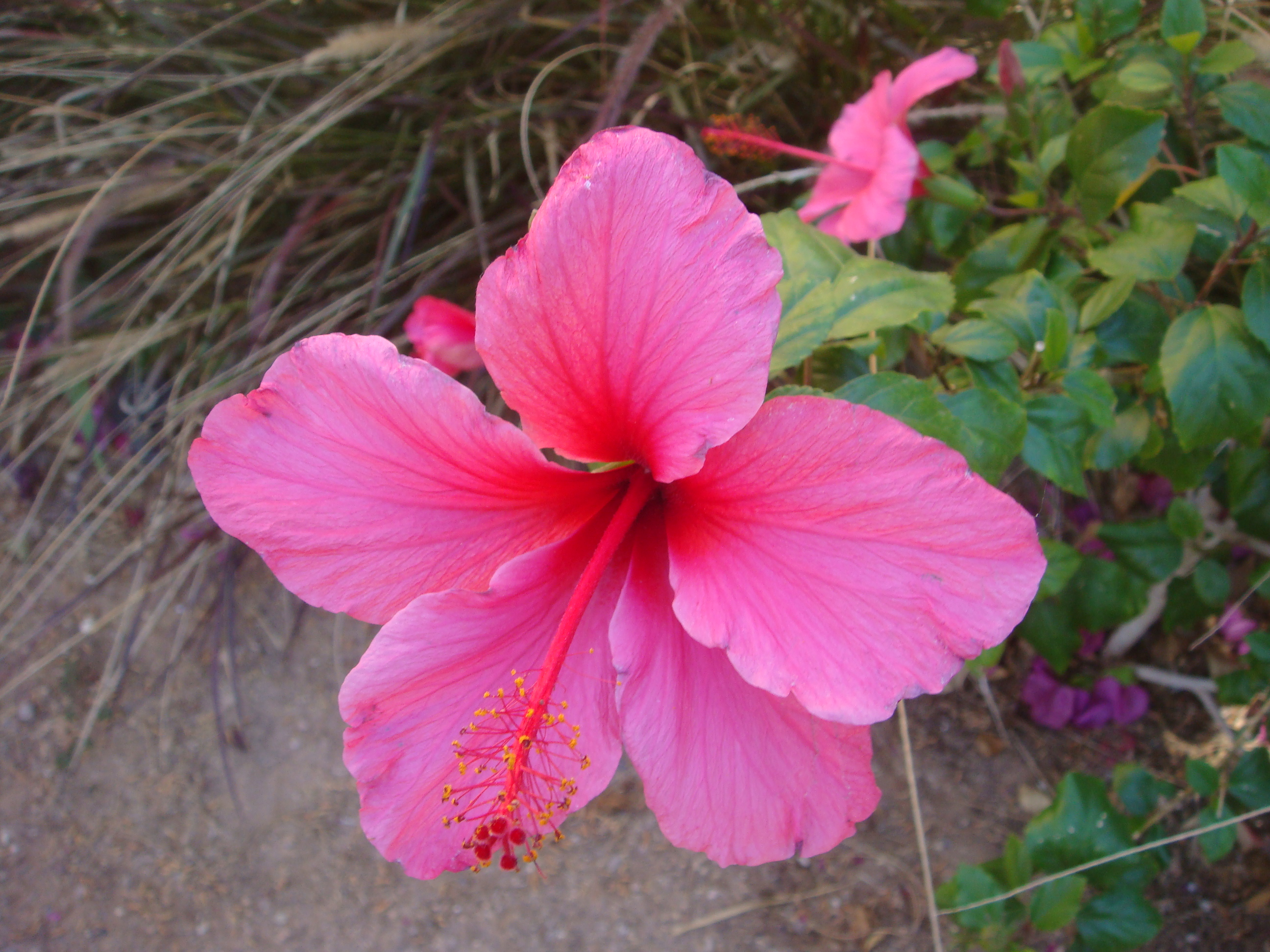
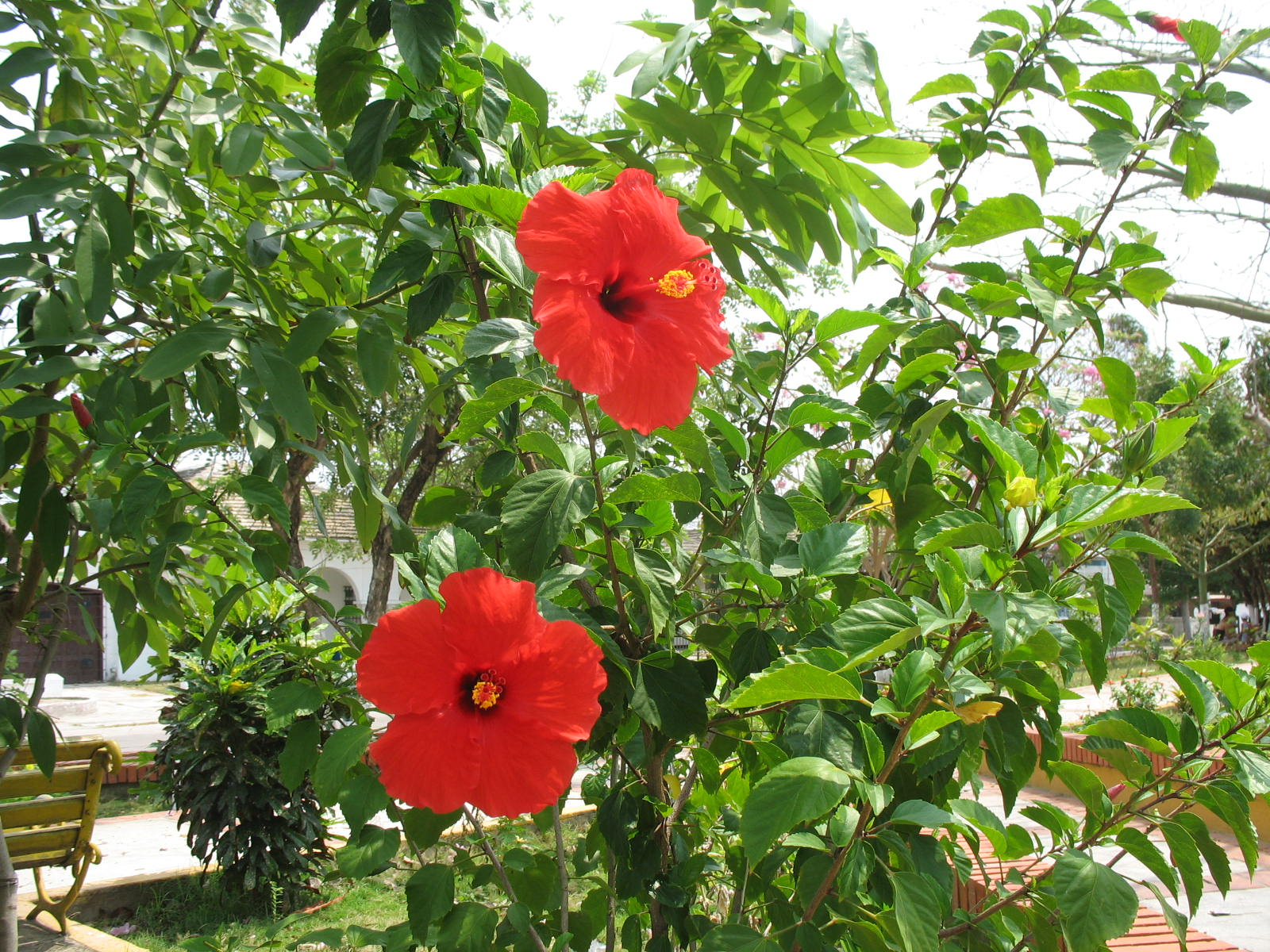
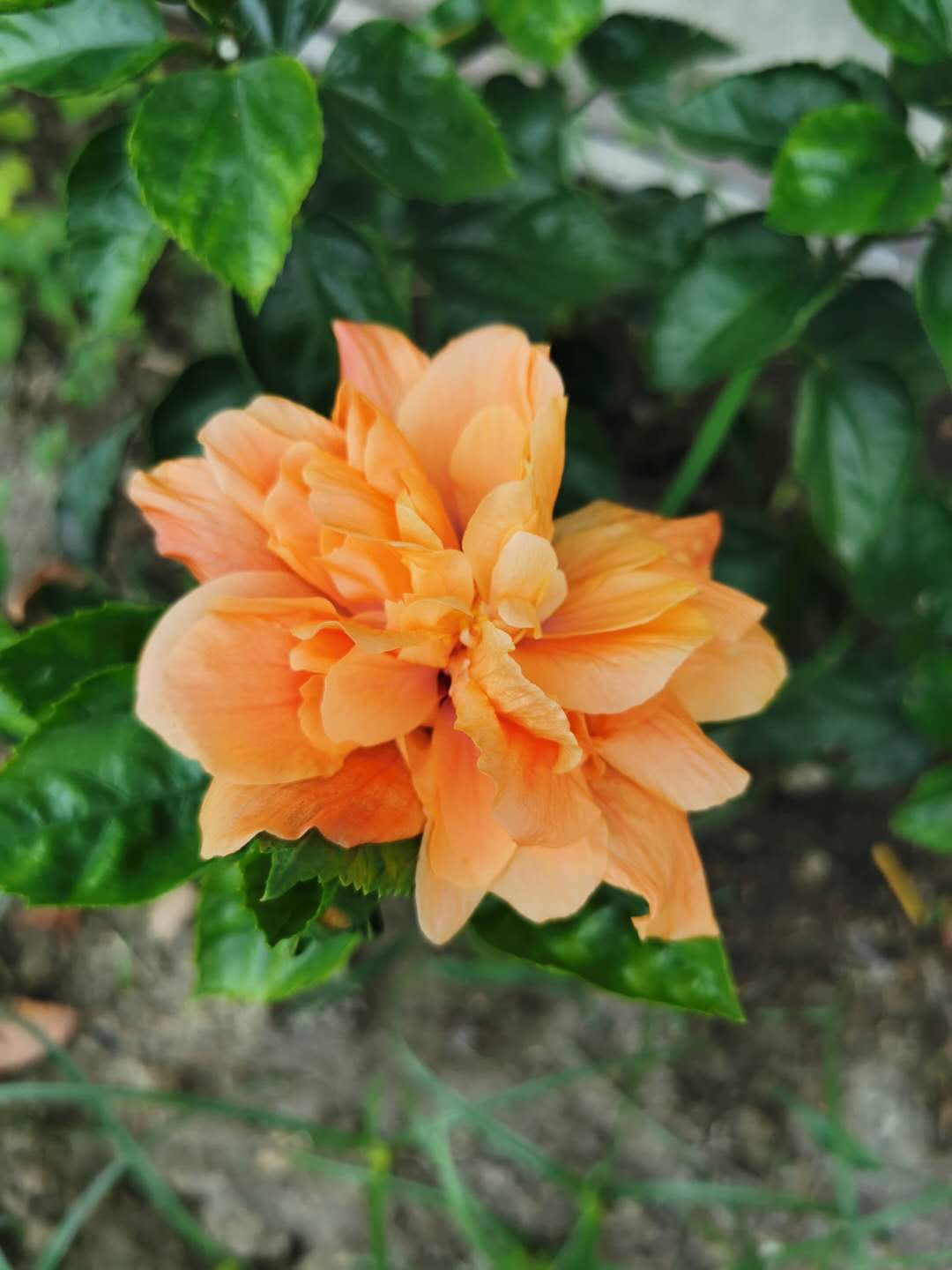
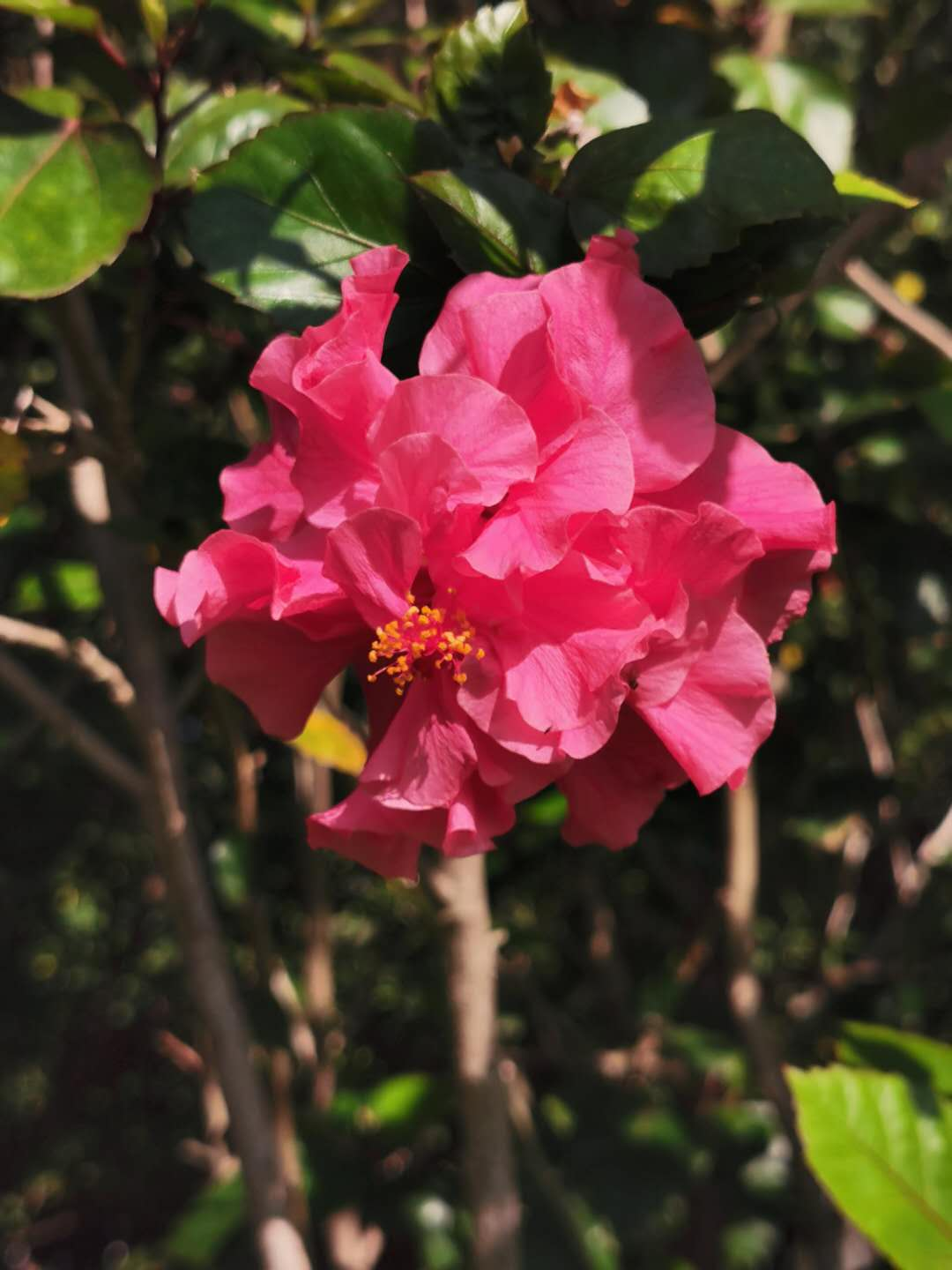
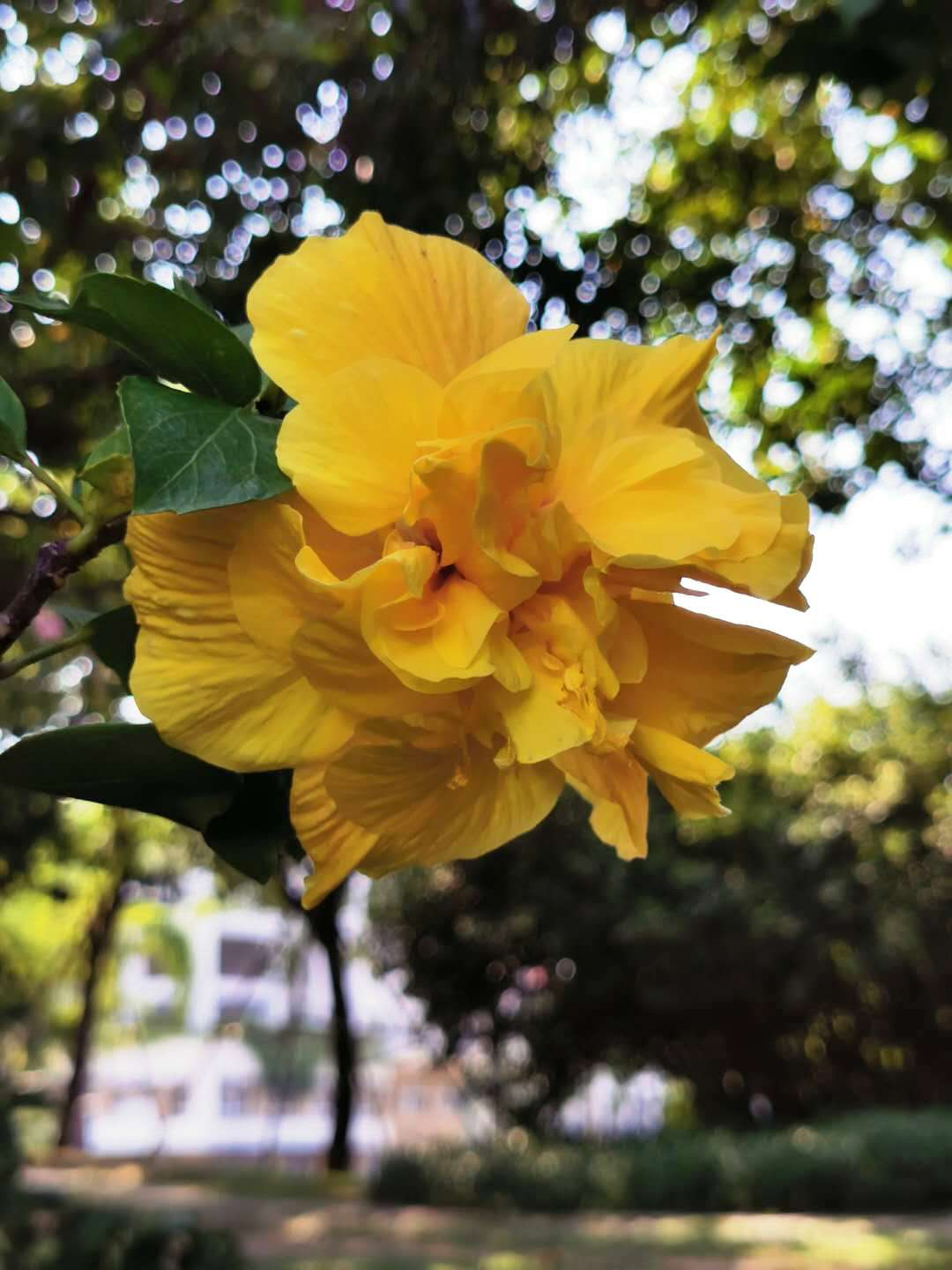
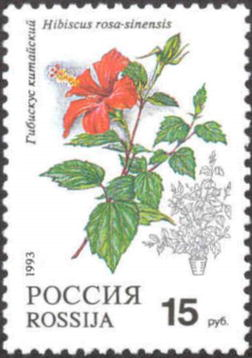